# Powiat Urakawa
Powiat Urakawa (jap. 浦河郡 Urakawa-gun) – powiat w Japonii, w prefekturze Hokkaido, w podprefekturze Hidaka. W 2024 roku liczył 11 555 mieszkańców.

## Miejscowości
- Urakawa